# Střevní spirochetóza ptáků
Spirochety jsou jednobuněčné, jemné spirálovité gramnegativní bakterie, které jsou zařazovány do rodů Spirochaeta, Treponema, Borrelia, Brachyspira a Leptospira. U ptáků jsou původci borreliózy a střevních onemocnění.
Spirochety jsou součástí normální střevní mikroflóry živočichů. U ptáků kolonizují slepá střeva a rektum a v ojedinělých případech mohou být příčinou střevních potíží.

## Historie a výskyt
Přítomnost spirálovitých bakterií v trávicím traktu zvířat byla prokázána již koncem 80. let 19. století. Nejlépe prostudována je bakterie Brachyspira hyodysenteriae, původce dysenterie prasat. První zpráva o přítomnosti spirochet u ptáků pochází od Fanthama (1910), který pozoroval spirochety v luminu slepých střev mladých a dospělých tetřevů ve Velké Británii a označil je jako "Spirochaeta lovati". Spirochety se nacházejí ve slepých střevech a rektu u mnoha druhů ptáků. U drůbeže byly identifikovány v Evropě, Sev. Americe a Austrálii v extenzivních i intenzivních chovech.

## Příčiny nemoci (etiologie)
Střevní spirochety ptáků jsou zařazovány do rodu Brachyspira (dříve Serpulina) z čeledě Spirochaetaceae. Na základě svých genetických, morfologických a dalších vlastností jsou zařazovány do 4 skupin. Představitely těchto skupin jsou B. hyodysenteriae (Jensen et al., 1995), B. pilosicoli a B. intermedius. Poslední skupina zahrnuje zatím blíže taxonomicky neklasifikované spirochety kura domácího (McLaren et al., 1994; Swayne et al., 1995).

### Morfologie
Střevní spirochety drůbeže jsou silné od 0,25 do 0,6 µm, délky 7-19 µm, s amplitudou 0,45-0,79 µm a vlnovou délkou 2,7-3,7 µm. Po impregnaci stříbrem se barví hnědě a po barvení Giemsou modře. Identifikují se mikroskopicky v nativních preparátech v temném zorném poli. V elektronoptických snímcích lze u spirochety rozeznat centrální protoplasmatický válec obalený vnější pochvou a četné periplasmatické bičíky, které jsou lokalizovány endocelulárně, vybíhají z obou konců spirochet a uprostřed těla se překrývají. Této unikátní anatomické struktury se využívá k charakterizaci spirochet, kdy se na příčně prováděných ultratenkých řezech stanovuje poměr počtu osových vláken nalezených na obou koncích a středu těla. Rotace periplasmatických bičíků mezi vnější pochvou a protoplasmatických válcem umožňuje spirochetám pohyb (Charon et al., 1992).
Morfologické uspořádání těla a způsob pohybu umožňují spirochétám pronikat i hustým hlenem ve střevě, který imobilizuje bakterie s extracelulárně uloženými bičíky (E. coli, S. typhimurium) i bakterie bez bičíku.
| Vlastnost                | B. hyodysenteriae | B. intermedius    | B. pilosicoli             | neklasifikované spirochety |
| ------------------------ | ----------------- | ----------------- | ------------------------- | -------------------------- |
| Původní hostitel         | Nandu pampový     | Kur domácí        | Kur domácí, divoké kachny | Kur domácí                 |
| Kontinent                | Sev. Amerika      | Evropa, Austrálie | Sev. Amerika              | Sev. Amerika               |
| Patogenita               | silná             | slabá             | mírná až apatogenní       | mírná až apatogenní        |
| Kolonizace slepých střev | náhodně           | náhodně           | v pravém úhlu             | náhodně                    |
| Periplasmatické bičíky   | 8:16:8            | 8:16:8            | 5:10:5                    | 8:16:9                     |
| Hemolýza                 | silná             | střední           | slabá                     | slabá                      |
| Produkce indolu          | pos.              | ?                 | neg.                      | neg.                       |
| alfa-galaktosidáza       | neg.              | ?                 | pos.                      | pos.                       |
| alfa-glukosidáza         | pos.              | pos.              | pos.                      | neg.                       |

### Kultivace
Primární izolace ptačích střevních spirochét se provádí na médiích používaných pro izolaci prasečích spirochét (Achacha a Messier, 1992). Nejčastěji je to krevní agar s 5-10 % ovčí krve a přídavkem selektivních antibiotik, která inhibují jiné střevní anaerobní bakterie. Inkubace probíhá za anaerobních podmínek minimálně po dobu 10 dní při 37-42 °C. Růst se prokazuje obvykle za 2-5 dní. Spirochety se identifikují mikroskopicky na nativních preparátech pozorovaných v temném poli podle jejich typické pohyblivosti nebo podle morfologie na nátěrech barvených Giemsou nebo Gramem.

### Biochemické vlastnosti
Ptačí střevní spirochety obsahují alkalickou i kyselou fosfatázu, esterázu, beta-galaktosidázu a fosforylázu. Variabilita výskytu hemolýzy, produkce indolu a přítomnosti nebo nepřítomnosti alfa-galaktosidázy a alfa-glukosidázy je využívána pro kategorizaci ptačích i savčích izolátů střevních spirochét. Existují již komerční systémy pro jejich identifikaci.

### Odolnost v prostředí
B. hyodysenteriae přežívá v trusu 60 dní; teploty nad 15 °C snižují dobu přežívaní spirochet v kontaminované půdě. Většina dezinfekčních prostředků je proti spirochetám účinná za předpokladu, že kontaminované povrchy jsou nejdříve zbaveny organického materiálu.

### Antigenní vlastnosti a faktory virulence
Mechanismus patogenity střevních spirochét není ještě plně znám. Pro vznik ptačí spirochetózy se předpokládá přítomnost podobných faktorů virulence jako byly prokázány u savčích střevních spirochet. U B. hyodysenteriae jsou za hlavní faktory patogenity považovány hemolyzíny, které vyvolávají degeneraci a nekrózu epiteliálních buněk. Jinými možnými toxiny jsou lipopolysacharidy (Lysons et al., 1991), neidentifikované inhibitory přenosu iontů sodíku a chlóru přes membránu enterocytů a trypsin-like proteázy (Terhuurne et al., 1993). Schopnost aktivního pohybu usnadňuje spirochetám přežívání v hlenovitém obsahu střeva. Metabolické produkty spirochet také mohou inhibovat nebo naopak podporovat růst jiné střevní mikroflóry.

### Patogenita
Virulence ptačích spirochet kolísá podle jejich druhu, způsobu infekce, věku a druhu hostitele, přítomnosti stresorů prostředí i specifické bakteriální mikroflóry ve střevech. Pro stanovení patogenity savčích i ptačích izolátů se používá testace in vivo na 1denních kuřatech (Adachi et al., 1985).

## Vznik a šíření nemoc (epizootologie)

### Hostitel
Střevní spirochety infikují široký okruh ptačích druhů včetně kura domácího, nandu pampového, tetřevů, bažantů, krůt a divoce žijících ptáků.

### Přenos, nosiči, vektor
Střevní spirochety se přenášejí hlavně fekálně-orální cestou. Na rozdíl od borreliózy se členovci na aktivním přenosu nepodílejí. Krysy, myši, mouchy a jiné zvířecí druhy mohou sloužit jako mechaničtí přenašeči, včetně člověka (kontaminace obuvi, oděvu apod.).

## Projevy nemoci (symptomatologie)
Inkubační doba u střevní spirochetózy je variabilní. Je ovlivňovaná infekční dávkou i faktory prostředí. U experimentálně vyvolané spirochetózy se první klinické příznaky objevují nejdříve za 5 dní po inokulaci.

### Klinika
Podle virulence původce probíhá spirochetóza u ptáků ve 3 klinicky rozdílných patotypech:
- Většina spirochet identifikovaných ve slepých střevech kuřat i divoce žijících ptáků (zejména vodních) nevyvolává u svého původního hostitele žádné střevní onemocnění a jsou proto považovány za apatogenní (subkliníická infekce). Jen výjimečně se objevuje mírný, přechodný průjem s nálezem zpěněného, žlutozeleného obsahu ve slepých střevech.
- Mírné až středně těžké í onemocnění se projevuje u kura nosného typu průjmem, redukcí snášky až o 10 %, zhoršením kvality vajec i jejich hmotnosti, změnou barvy žloutku (méně karotenoidů), vaječná skořápka je znečištěná trusem. Peří kolem kloaky bývá znečištěné, někdy i zalepená kloaka. Trus může být řídký, s vyšším obsahem tuků, nažloutlý nebo pěnivý. Konverze krmiva je zvýšená. Zvířata se opožďují v růstu, jsou zakrslá a začátek snášky může být opožděn. Morbidita se pohybuje mezi 5-25 %, zvýšení mortality není běžné. Podobné příznaky byly zaznamenány u krůt, v rozmnožovacích chovech kura masného typu (RCHM) i u výkrmových kuřat. Vznik a průběh onemocnění jsou ovlivňovány hygienou chovu, ošetřováním, výživou, prostředím i genetikou. Negativně se projevuje pelichání, nástup snášky a špatná kvalita krmení. Onemocnění se relativně častěji vyskytuje v chovech na podestýlce a v extenzivních chovech, ačkoliv bylo prokázáno i v klecových chovech nosnic.
- Vážné onemocnění mohou způsobovat střevní spirochety u nandu pampového, u kterých vyvolává nekrotickou tyflitidu (zánět slepých střev) s mortalitou mezi 25-80 %. Klinicky postižení jsou zpravidla mladí ptáci do věku 6 měsíců, obvykle v době od července do října. U dospělých může dojít ke spirochetóze při stresech, zejména po transportu.
Postižení ptáci hynou bez příznaků nebo 1-2 dny před úhynem mohou vykazovat depresi, redukci hmotnosti a průjem. Slepá střeva jsou dilatovaná, se zesílenou stěnou s ulceracemi, vyplněná pseudomembránami.
U pštrosů nandu byly izolovány silně beta hemolytické spirochéty, které byly identifikovány jako B. hyodysenteriae. Kromě B. hyodysenteriae byly u nanduů izolovány i blíže neidentifikované, slabě beta hemolytické spirochéty a jiné anaerobní bakterie, takže nelze vyloučit v patogenezi vzniku spirochetózy u nanduů určitý synergismus mezi střevními spirochetami a ostatní anaerobní mikroflórou slepých střev.

### Imunita
Při přirozené infekci spirochetami u ptáků mohou, ale nemusí být produkovány humorální protilátky. Protilátky byly prokázány u ptáků, u kterých se nepodařilo spirochety detekovat a naopak byly spirochety prokázány u sérologicky negativních ptáků (Stoutenburg et al., 1995).

## Diagnostika a prevence
Diagnóza střevní spirochetózy u ptáků je založena na výskytu klinických příznaků, nepřítomnosti specifických makroskopických změn a průkazu původce ve sliznici slepých střev nebo výkalech.
Diferenciální diagnostika. Střevní spirochety identifikované ve vzorcích trusu u drůbeže se musí odlišit od jiných spirálovitých bakterií jako kampylobaktery, Arcobacter sp., Helicobacter sp. a Spirillium sp. Mnohé spirálovité bakterie představují normální apatogenní mikroflóru trávicího traktu ptáků. V případech chronického průjmu nebo zalepené kloaky se může také jednat o dietní poruchy jako nadbytek soli, tuků nebo sójové moučky. Jinými příčinami chronických průjmů mohou být střevní salmonely, E. coli a kokcidie.
Střevní spirochetózu u nanduů je nutné odlišit od infekcí salmonelami, Clostridium difficile, C. perfringens, C. sordelli a H. meleagridis. Nekrotické změny ve slepých střevech vznikají také při východní koňské encefalitidě (EEV), ale jsou navíc doprovázenyhemoragiemi a nekrózou i ve viscerálních orgánech.

## Terapie a prevence
Průběh ptačí spirochetózy lze léčebně ovlivnit, ale eradikace infekce je obtížná. Zpravidla se používají stejné látky jako při dyzentérii prasat, ale jejich účinnost u drůbeže je variabilní.
Prevence střevní spirochetózy je ekonomicky méně nákladná a mnohdy i účinnější než vlastní terapie. Dodržování správné zoohygieny v chovech a provádění dezinfekce, dezinsekce a deratizace zabraňuje reinfekcím i přetrvávání spirochet v prostředí s chovanou drůbeží. U nanduů je nutné zabránit zavlečení B. hyodysenteriae do hejna, což znamená mimo běžných protinákazových opatření zejména zabránit kontaktu s prasaty, mezi věkově různými skupinami ptáků, nově zakoupené ptáky karanténovat minimálně 60 dní, případně v této době opakovaně vyšetřit na B. hyodysenteriae.
Vakcíny používané u prasat mají u ptáků vedlejší účinky nebo vykazují nedostatečnou chráněnost ; speciální vakcína pro ptáky nebyla zatím vyvinuta.